# Заполье (Емецкое сельское поселение, у с. Емецк)
Заполье — деревня в Холмогорском районе Архангельской области.

## География
Находится в центральной части Архангельской области на расстоянии приблизительно 1 км на запад по прямой от села Емецк.

## История
В 1859 году здесь (тогда деревня Холмогорского уезда Архангельской губернии) было учтено 5 дворов, в 1905 — 11. До 2022 года входила в Емецкое сельское поселение до его упразднения.

## Население
Численность населения: 51 человек (1859 год), 80 (1905), 214 в 2010, 405  в 2019.